# دانیل باوت
دانیل باوت (به انگلیسی: Daniel Bovet) داروشناس زاده سوئیس و اهل ایتالیا بود که در سال ۱۹۵۷ جایزه نوبل فیزیولوژی و پزشکی را به دلیل کشف دارویی که از فعالیت‌های خاص پیامرسان‌های عصبی جلوگیری می‌کرد،دریافت کرد.مهم‌ترین دلیل شهرت او، کشف آنتی‌هیستامین در سال ۱۹۳۷ بود. وی اسپرانتو را به عنوان زبان مادری آموخته بود.